# Hänner
Hänner ist ein Ortsteil der Gemeinde Murg im Südwesten Deutschlands. Es hat rund 1200 Einwohner und liegt zwischen 550 m und 705 m ü. NN. Hänner erstreckt sich auf einer Fläche von rund 820 Hektar.

## Geographie
Hänner liegt am Südrand des Schwarzwaldes, rund sechs Kilometer nördlich der schweizerischen Grenze im Hotzenwald. Durch den Ort fließt ein künstlich angelegter Wasserlauf, die Hännemer Wühre. Hänner ist ein Haufendorf. Die Häuser entlang der Landstraße 151 und im näheren Umkreis der Kirche sind meist ältere Häuser, welche vor dem Zweiten Weltkrieg erbaut wurden, während im Nordwesten und Südosten größere Neubaugebiete entstanden sind. Im Norden ist das Dorf durch den Hännemer Wald begrenzt, welcher gleichzeitig die geologische Grenze zwischen der Gneisfläche des vorderen Hotzenwaldes und der oberen Buntsandsteinfläche darstellt.

## Geschichte

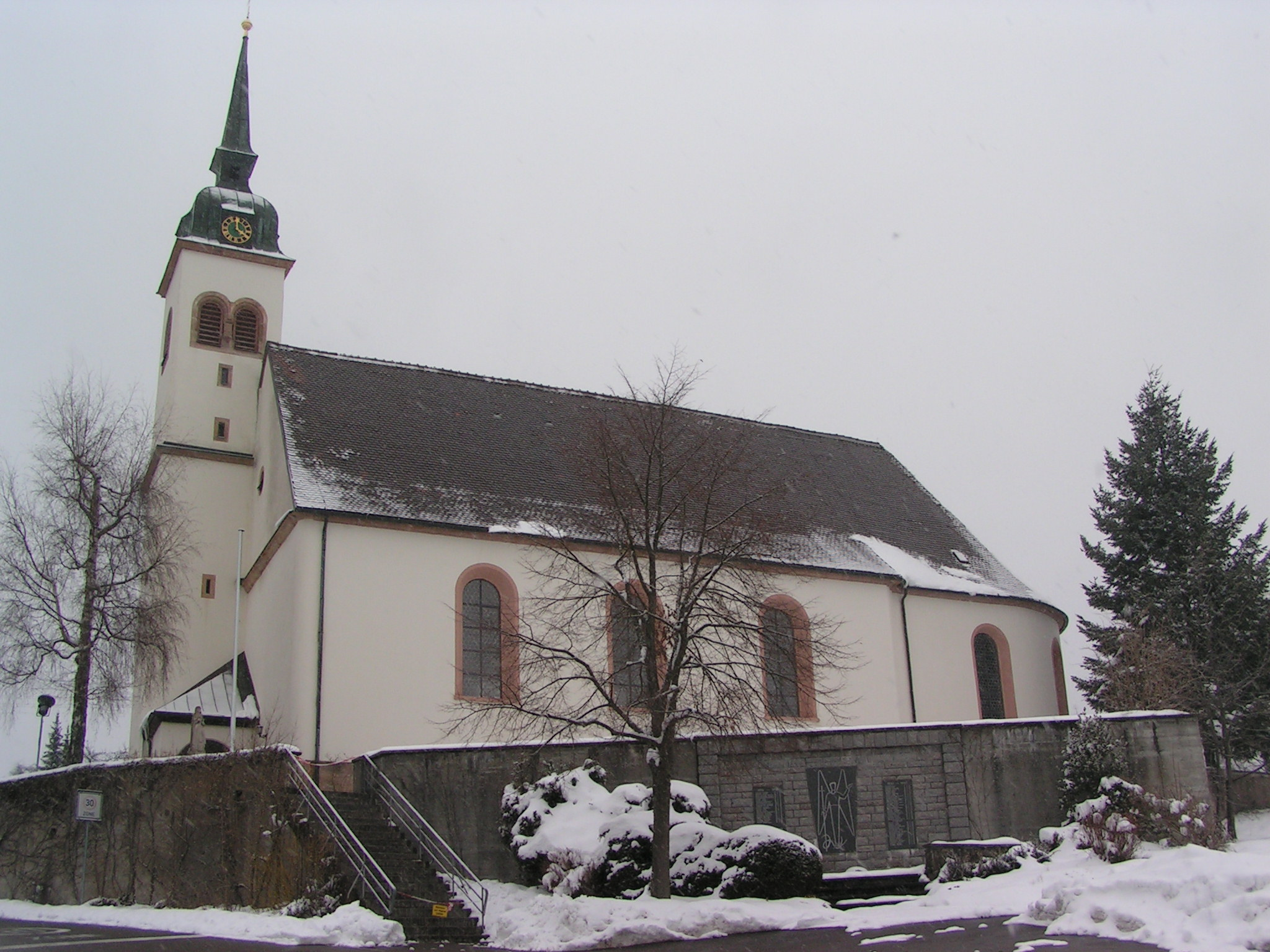
Katholische Kirche im barocken Stil im Ortskern von Hänner

Es wird vermutet, dass Hänner während der ersten alemannischen Siedlungsperiode um 700 n. Chr. zum ersten Mal besiedelt wurde.
Die Ersterwähnung des Orts ist in einer Urkunde vom 17. Juni 1240 enthalten, worin ein Henrico de Henere als Pfarrer (plebani) erwähnt ist. Zu diesem Zeitpunkt gehörte Hänner noch zum Damenstift Säckingen. Durch die Einungsverfassung der Grafschaft Hauenstein von 1433 und dem darin enthaltenen Prinzip der bäuerlichen Selbstverwaltung wurde das Kirchspiel Hänner der Einung Murg zugehörig. Bis zum Beginn der Industrialisierung bildeten Landwirtschaft und die an der Hännemer Wühre angesiedelten Betriebe wie Schmieden, Sägen und Mühlen die Grundlage der Wirtschaft. Zeugen dieser Zeit sind die noch heute zahlreichen Sägewerke in Hänner. Durch die spätere Industrialisierung, vor allem in den Orten am Rhein, wurde es vielen Menschen außerdem möglich, in der aufstrebenden Textilindustrie Arbeit zu finden. Die Pfarrei Hänner – eine der ältesten im Hotzenwald – wurde nach der kirchlichen Reorganisation im Jahre 1695 selbstständig und schloss außerdem die Gemeinde Oberhof mit ein.
Am 1. Januar 1973 wurde Hänner in die Gemeinde Murg eingegliedert.

## Verkehrslage
Die Ortschaft ist durch die Landesstraße 151 an die Hauptverkehrswege entlang des Rheins und die Nachbarorte Hottingen und Oberhof angebunden, sowie durch kleinere Nebenstraßen mit der Ortschaft Rotzel verbunden.

## Sehenswürdigkeiten
Die teilweise alten Schwarzwaldhäuser sowie die barocke Kirche im Ortskern sind für Besucher interessant.

## Persönlichkeiten
In Hänner lebte und unterrichtete die Schriftstellerin Elisabeth Walter zeitweise an der örtlichen Schule und schrieb dort ihr bekanntestes Buch „Abenteuerliche Reise des kleinen Schmiedledick mit den Zigeunern“, welches teilweise in der näheren Umgebung von Hänner spielt.